# Генрі Едвард Дойл
Генрі Едвард Дойл (англ. Henry Edward Doyle; 1827—1892) — британський художник і кресляр, протягом 23 років був директором в Національній Галереї Ірландії.

## Життєвий шлях
Дойл був третім сином відомого британського художника-карикатуриста Джона Дойла і Меріенн, дочки Джеймса Конана із Дубліна. Отримав освіту художника. В 1862 році за рекомендацією архієпископа Вестмінстера був призначений комісаром Риму на всесвітній виставці в Лондоні, і за успішне виконання цієї місії був нагороджений орденом Пія IX.
На Всесвітній виставці, що проходила в Дубліні 1865 року, Генрі Дойл був суперінтендантом з питань мистецтва і в 1872 році був обраний почесним секретарем Національної портретної галереї в Дубліні. У 1869 році, після смерті директора Національної галереї Ірландії Джорджа Малвени, Керуючим Радою галереї Генрі Дойл був обраний її директором Він був також членом Комітету Ради трьох спеціальних виставок національних портретів з 1866 до 1868 роки, також членом Королівської академії Хайберніан.
За 23 роки керівництва Національної галерей Ірландії, незважаючи на надзвичайно убоге фінансування, Генрі Дойл зумів вивести її на гідне місце серед другорядних галерей Європи.
У 1880 році він був номінований кавалером ордена Бани. Художник раптово помер 17 лютого 1892 року.

## Сім'я
6 лютого 1866 року, він одружився з Джейн Ізабеллою Болл, дочкою Ніколаса Болла — судді загальної юрисдикції в Ірландії в церкві святого Джеймса в Лондоні. Церемонія була виконана братом Джейн, Ентоніом Боллом.